# 338
| 338                |
| ------------------ |
| Dødsfald - Fødsler |
|                    |

| Gregoriansk kalender | 338 CCCXXXVIII          |
| Ab urbe condita      | 1091                    |
| Armensk kalender     | I/T                     |
| Kinesiske kalender   | 3034 – 3035 丁酉 – 戊戌 |
| Etiopisk kalender    | 330 – 331               |
| Jødisk kalender      | 4098 – 4099             |
| Hindukalendere       |                         |
| - Vikram Samvat      | 393 – 394               |
| - Shaka Samvat       | 260 – 261               |
| - Kali Yuga          | 3439 – 3440             |
| Iransk kalender      | 284 BP – 283 BP         |
| Islamisk kalender    | 293 BH – 292 BH         |

Se også 338 (tal)